# Peuketische Keramik
Unter Peuketischer Keramik oder Peuketischen Vasen versteht man eine Keramikgattung des östlichen Apennin, die vom beginnenden 7. bis zum 6. Jahrhundert v. Chr. produziert wurde.

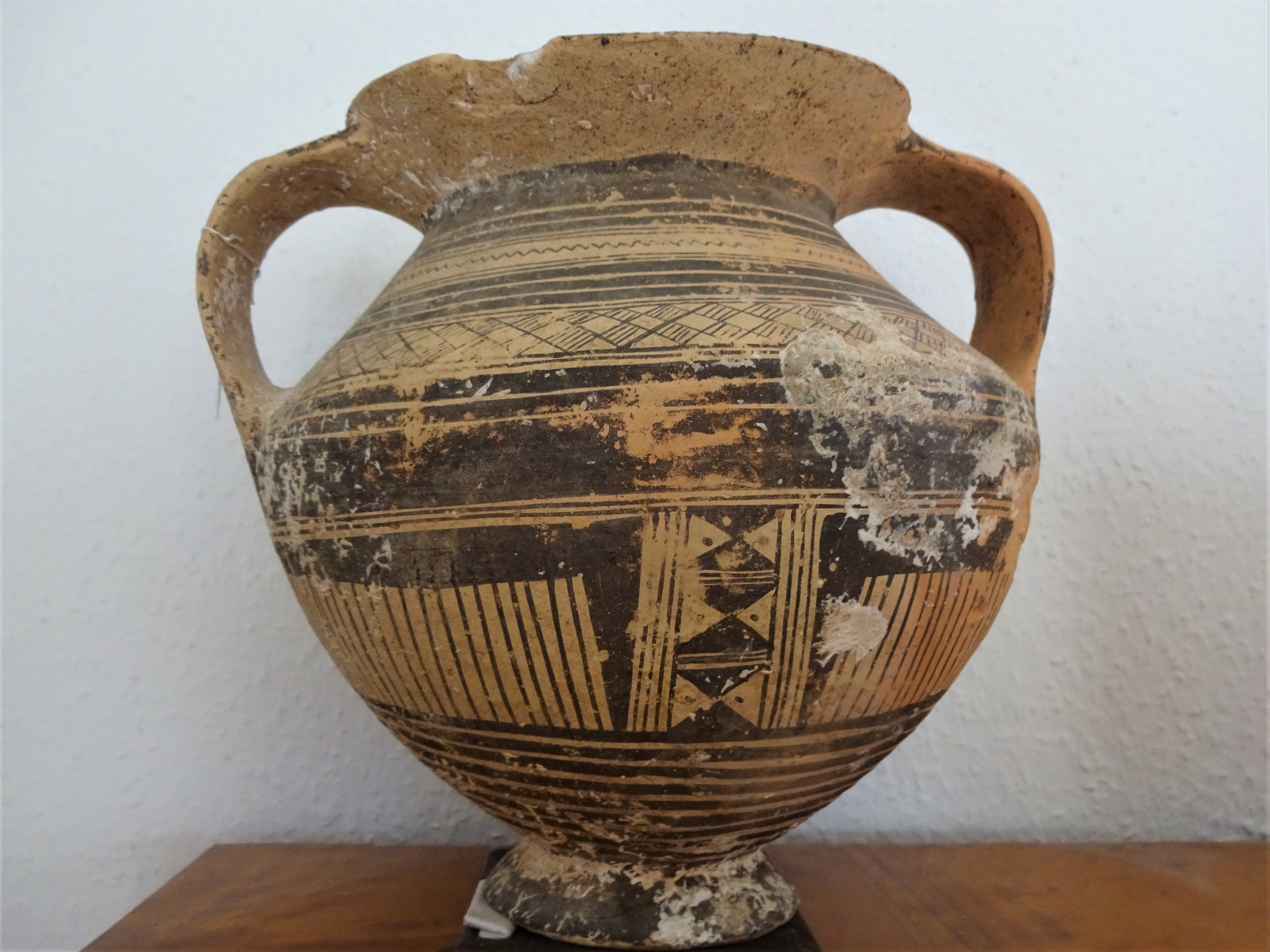
Peuketischer Krater

Peuketische Vasen sind eine indigene Keramikgattung. Ihr Herstellungsgebiet nimmt etwa den Raum zwischen Bari und Gnathia ein. Benannt ist sie nach dem antiken Peuketia, das in dieser Gegend lag. Zunächst waren die Vasen von geometrischer Verzierung geprägt, von Swastiken, Rauten sowie waagerechten und senkrechten Linien. Die Muster bildeten vor allem in der spätgeometrischen Phase dieser Keramik (vor 600 v. Chr.) enge ornamentale Raster. Leitformen sind Kratere, Amphoren, Kantharoi und Stamnoi. Schalen sind eher selten.
Die zweite Phase der Gattung seit dem 6. Jahrhundert v. Chr. ist stark von der korinthischen Vasenmalerei beeinflusst. Das äußert sich sowohl in den Ornamenten, etwa in Form von Strahlendekorationen, als auch im Wechsel zur figürlichen Darstellung. Die dritte und letzte Phase bringt einen Wechsel in der Produktion mit sich. Wurden die Vasen bis dahin handgeformt, wird nun die Töpferscheibe eingeführt. Die Bemalung ist rein ornamental. Gezeigt wird pflanzliches Dekor wie Efeu- und Lorbeerranken sowie Palmetten. Nur selten werden noch figürliche oder mythische Bilder gezeigt, die die ornamentalen Verzierungen ergänzen. Griechische Gefäßformen wie Deckelschalen, Kleeblattkannen und Thymiaterion werden übernommen.